# Passion (film, 2008)
Pour plus de détails, voir Fiche technique et Distribution.
Passion est un film japonais réalisé par Ryūsuke Hamaguchi. Présenté en 2008 au Japon, le film n'a pas connu de sortie officielle dans son pays d'origine. Il est découvert par le public français en 2017 lors des rendez-vous du cinéma contemporain (Nouvelles Trajectoires) à la Maison de la culture du Japon à Paris avant de sortir sur tout le territoire deux ans plus tard. 

## Synopsis
Kaho et Tomoya sont en couple depuis dix ans, pourtant l'annonce de leur mariage sème le trouble dans leur groupe d'amis.

## Fiche technique
- Titre français : Passion[1]
- Réalisation et scénario : Ryūsuke Hamaguchi
- Photographie : Yūichi Yuzawa
- Montage : Ryōko Yamamoto
- Pays d'origine :  Japon
- Langue originale : japonais
- Musique : arrangements d'après George Gershwin : 
  - Trois préludes : n°2 - Andante con moto e poco rubato
  - Un Américain à Paris
- Format : couleurs - 1,77:1
- Genre : drame
- Durée : 115 minutes
- Dates de sortie :
  - Espagne : 26 septembre 2008 (Festival de Saint-Sébastien 2008)
  - France : 24 juin 2017 (MCJP)[1] - 15 mai 2019 (sortie en salles)[2],[3]

## Distribution
- Aoba Kawai : Kaho
- Ryūta Okamoto (ja) : Tomoya
- Nao Okabe (ja) : Kenichiro
- Fusako Urabe : Takako
- Kiyohiko Shibukawa : Takeshi

## Production

### Genèse
- Passion est le film de fin d'études de Ryūsuke Hamaguchi à la Tokyo University of the Arts[4].

### Tournage
- Ryūsuke Hamaguchi affirme s'être inspiré de la manière dont John Cassavetes filmait ses acteurs tout en nuançant le résultat :

« Avec Passion j'ai abandonné ce que j'avais tenté précédemment. Dans Solaris la composition était prioritaire, ce qui limitait le mouvement des acteurs. Mais pour Passion je n'ai jamais décidé du cadre avant le tournage, mis à part quelques longs plans-séquences. Le plus important dans le film était le mouvement des acteurs. Je leur ai donc donné une entière liberté, afin de capter l'émotion qui émerge de leurs gestes et de leurs actions. Le défi pour ma caméra était de les suivre en permanence, sans savoir ce qu'ils allaient faire. Je suis revenu à l'esprit de Cassavetes. Mais en voyant le résultat, je me dis que c'est assez différent, malgré mes nombreux emprunts. Cette différence provient surtout des dialogues. J'étais incapable d'écrire dans cet esprit, à l'époque. Mes dialogues étaient trop logiques dans leur construction. Ils étaient faciles à déchiffrer. C'est un peu pour cela que je ne suis pas parvenu à saisir le ton que Cassavetes trouvait à travers le mouvement de ses acteurs ».

## Accueil

### Accueil critique
En France, le site Allociné recense une moyenne des critiques presse de 3,9/5.
Les avis de la critiques sont plutôt positifs. Le film est régulièrement jugé comme précurseur de Senses, autre film de Ryūsuke Hamaguchi exploité en France en 2018. Plusieurs critiques s'accordent toutefois à préciser que l'on remarque qu'il s'agit d'un film « de formation », où le réalisateur prend ses marques. Passion est également rapproché par certains critiques du cinéma d'Eric Rohmer, John Cassavetes ou encore Ingmar Bergman.
- Le critique de cinéma Mathieu Macheret écrit pour Le Monde :

« Tourné dans une texture d’image qui renvoie à une page déjà résolument tournée du numérique, Passion ne manquera pas d’être pointé pour sa précarité et ses tâtonnements techniques, typiques d’une œuvre de formation (le cinéaste n’était alors âgé que de 29 ans). Mais cela ne pèse pas grand-chose au regard de la forte teneur émotionnelle et, déjà, de l’incroyable maturité du film, radiographiant les constructions affectives d’une génération et l’instable constitution des cœurs. Portrait de groupe tissé d’errances sentimentales et d’une profuse matière verbale, Passion semble annoncer Senses sous bien des aspects, sans toutefois être dépourvu d’une vie propre, d’une pulsation singulière ».
- Pour Yannick Vely de Paris Match : « Dans ce premier essai, on retrouvait déjà ce qui fait la beauté de son cinéma, ses longues scènes de dialogue qui révèlent la complexité des êtres, ces beaux portraits de femmes plus fortes que les apparences »[8].

## Distinctions

### Sélections
- 2008 : en compétition dans la section meilleur nouveau réalisateur du festival international du film de Saint-Sébastien[9]
- 2008 : en compétition lors de la 9e édition du Tokyo Filmex[10]

## Sortie vidéo
Le film sort en DVD le 27 novembre 2019, édité par Arte Éditions. Le disque comprend également un entretien entre le réalisateur et le journaliste Olivier Père (12').